# پل کالامبایی
پل کالامبایی (انگلیسی: Paul Kalambayi؛ زادهٔ ۹ ژوئیهٔ ۱۹۹۹) بازیکن فوتبال اهل بریتانیا است.
از باشگاه‌هایی که در آن بازی کرده‌است می‌توان به باشگاه فوتبال تونبریج آنجلز اشاره کرد.